# 곽자형
곽자형(1976년 8월 20일 ~ )은 대한민국의 배우이다.

## 출연 작품

### 드라마
- 2025년 tvN 《감자연구소》 - 고정해 역
- 2025년 Disney+ 《나인 퍼즐》 - 노수광 역
- 2025년 tvN 《견우와 선녀》 - 진웅 아버지 역 (특별출연)

### 영화
- 2015년 《암살》 - 변호사 역 (천만영화)
- 2023년 《서울의 봄》 - 2공수 이 대령 역 (천만영화)
- 2024년 《범죄도시4》 - 천 사장 역 (천만영화)
- 2024년 《베테랑2》 - 40대 남 경찰 역
- 2025년 《동화지만 청불입니다》
- 2025년 《승부》 - 섭위평 역
- 2025년 《야당》 - 박 형사 역